# Алтвин
Алтвин (Altwin, также известный как Adovvino, Aldovino, Aldovinus; умер 28 февраля 1097) — католический церковный деятель XI века.
В 1048 году провозглашён кардиналом-священником. Стал епископом Бриксена в 1049 году. В 1080 году участвовал в синоде немецких епископов, который отрешил папу Григория VII от престола и провозгласил вместо него антипапу Климента III. В 1091 году отлучён от епископской кафедры.